# Francis Barber
Pour les articles homonymes, voir Barber.
Francis Barber, né vers 1735 en Jamaïque et mort en 1801 à Stafford, est le domestique jamaïcain de Samuel Johnson à Londres de 1752 jusqu'à la mort de son maître en 1784. Johnson lui légua 70 livres par an qui devaient lui être données par des personnes de confiance, en exprimant le désir qu'il quittât Londres pour Lichfield dans le Staffordshire, la ville natale de Johnson. C'est ce qu'il fit alors : il ouvrit un  magasin de tissus et épousa une femme de l'endroit. Il reçut aussi les livres et les manuscrits de Johnson ainsi qu'une montre en or. Au cours des années précédentes, il avait aidé Johnson dans la révision de son fameux Dictionary of the English Language et dans d'autres travaux.

## Biographie
Barber était né esclave sur une plantation de sucre en Jamaïque qui appartenait à la famille Bathurst. À l'âge d'environ quinze ans, il fut amené en Angleterre par son propriétaire, le colonel Richard Bathurst dont le fils, prénommé Richard lui aussi, était un grand ami de Johnson. On l'envoya à l'école dans le Yorkshire. La femme de Johnson, Elizabeth Porter, mourut en 1752, ce qui plongea Johnson dans une dépression que Barber devait par la suite décrire remarquablement devant James Boswell, qui s'inspira de ses indications dans sa Vie de Samuel Johnson. Les Bathurst envoyèrent Barber à Johnson comme domestique, et il arriva deux semaines après le décès d'Elizabeth. Bien que la validité juridique de l'esclavage en Angleterre ne fût pas claire à l'époque (c'est à l'occasion de l'affaire Somersett de 1772 qu'il fut précisé que l'esclavage n'existait pas en Angleterre), quand Bathurst senior mourut deux ans plus tard il donna à Barber sa liberté dans son testament, avec un petit legs de 12 livres. Johnson lui-même était un adversaire déclaré de l'esclavage, non seulement en Angleterre, mais aussi dans les colonies américaines.

## Royal Navy
Barber alla ensuite travailler au service d'un pharmacien de Cheapside, tout en restant en contact avec Johnson. Par la suite il entra dans la Marine, jusqu'à ce qu'il fût rappelé par Johnson, peut-être contre son gré, et revînt chez lui comme domestique. La brève carrière maritime de Barber est connue grâce à la Vie de Samuel Johnson de James Boswell :
« Son domestique noir, Francis Barber, l'ayant quitté et ayant été quelque temps en mer, sans avoir été victime de la presse comme cela a été supposé mais de son propre chef, il ressort d'une lettre envoyée à John Wilkes, Esq. par le Dr Smollet, que son maître par bonté fit tout pour le libérer d'un genre de vie dont lui-même, Johnson, parlait toujours avec la plus grande horreur. Il disait : “Aucun homme ne sera marin s'il n'a l'esprit fait pour vivre en prison ; car être à bord d'un navire c'est être dans une prison, avec le risque de périr noyé”. Et une autre fois : “Un homme dans une prison a plus d'espace, une meilleure nourriture et généralement une meilleure compagnie”. Voici la lettre :
Chelsea, le 16 mars 1759.
CHER MONSIEUR,
Je m'adresse de nouveau à vous, au nom de ce grand CHAM de la littérature, Samuel Johnson. Son domestique noir, dont le nom est Francis Barber, a été emmené par la presse à bord la frégate légère Captain Angel et notre lexicographe se retrouve dans la plus grande détresse. Il dit que ce garçon est un jeune homme maladif, d'une constitution délicate et particulièrement sujet à une maladie de la gorge, ce qui le rend absolument impropre au service de Sa Majesté. Vous savez quelle animosité ledit Johnson a contre vous ; et j'ose croire que vous ne désirez nulle autre occasion de le lui faire sentir que de faire de lui votre obligé. Il a eu assez d'humilité pour souhaiter mon aide en cette occasion, même si lui et moi n'avons jamais été de grands amis ; et je lui ai laissé comprendre que je transmettrais la requête à mon ami Mr. Wilkes, qui, peut-être, par l'intérêt qu'il porte au Dr Hay et à Mr. Elliot, serait peut-être capable d'obtenir la libération de son domestique. Il n'est pas besoin d'en dire davantage sur ce sujet, que j'abandonne à votre entière décision ; mais je ne saurais laisser passer cette occasion de proclamer, cher Monsieur, que je suis avec la plus haute estime et l'attachement le plus indéfectible
Votre très humble et très obéissant serviteur
T. SMOLLET.
M. Wilkes, qui en toute occasion savait agir en gentleman avec la plus grande générosité, s'adressa à son ami Sir George Hay, qui était alors un des Lords Commissioners de l'Amirauté et Francis Barber fut libéré, comme il m'a dit, sans avoir jamais rien demandé lui-même. Il retrouva son vieux maître à Chambers dans le quartier d'Inner Temple [1047] et revint à son service. »
Johnson par la suite envoya Barber dans une école, quoiqu'il eût un peu plus de trente ans, sans doute pour le rendre capable de travailler comme son assistant. Dans sa Vie Boswell nous dit :
«  Sa sollicitude sincère envers Francis Barber, son fidèle domestique noir, lui donna une telle envie de le faire progresser qu'il l'envoya alors dans une école à Bishop Stortford dans le Hertfordshire. Cette attention touchante fait beaucoup d'honneur au cœur de Johnson. Des nombreuses lettres que M. Barber a reçues de son maître, il en a conservé trois, qu'il a eu l'amabilité de me donner et que j'insérerai selon leurs dates.
À MR. FRANCIS BARBER.
CHER FRANCIS,
J'ai été bien négligent. Je suis heureux d’avoir appris que vous allez bien et désirez venir bientôt pour que je vous voie. Pour l'instant je vous ferais loger chez Mrs. Clapp, avant de pouvoir décider que nous ferons. Soyez un brave garçon.
Mes compliments à Mrs. Clapp et à Mr. Fowler. Affectueusement, SAM. JOHNSON'. Le 28 mai 1768. »

## Années ultérieures
Barber apparaît souvent dans La Vie de Johnson de James Boswell et dans d'autres sources contemporaines et il existe au moins deux versions d'un portrait (dont l'une se trouve actuellement dans la Maison du Dr Johnson), qui pourrait le représenter. Les historiens d'art les plus récents pensait qu'il avait probablement été peint par James Northcote, ou peut-être par le maître de Northcote, sir Joshua Reynolds, qui était un des tuteurs de Barber conformément au testament. Selon une opinion alternative, récemment exprimée sur un programme de BBC, il serait bien l'œuvre de Reynolds lui-même, mais représenterait son propre domestique noir et non Barber.
Alors qu'il faisait son testament, Johnson demanda à sir John Hawkins, qui devait être son premier biographe, quelle disposition il devrait prendre en faveur de Barber. Sir John lui dit qu'un noble aurait donné 50 livres par an. Alors je serai « noblissimus » répondit Johnson qui lui donna 70 livres. Hawkins désapprouva et, après la mort de Johnson, critiqua sa « générosité ostentatoire et cette faveur faite à des nègres. » Cet héritage en effet reçut un vaste écho dans la presse.
La vie de Barber dans le Staffordshire ne fut pas des plus réglées et il semble s'être adonné à la boisson. Il mourut à Stafford ; ses descendants cultivent toujours la terre près de Lichfield.